# برخيا خا نقدان
برخيا بن نطروناي كريسبيا خا نقدان (بالعبرية: ברכיה בן נטרונאי הנקדן) هو مفسر ديني وشاعر ولغوي ومترجم وفيلسوف يهودي عاش ما بين القرنين الثاني عشر والثالث عشر متنقلاً بين فرنسا وإنجلترا. ذكر أن أصله ينحدر من جاءونيم من المعلمين اليهود البابليين.